# 周文盛
周文盛（1928年—？），男，天津人，中国电子机械工程技术专家，曾任中华人民共和国电子工业部雷达工业管理局局长。